# 里奇曼鎮區 (愛荷華州韋恩縣)
里奇曼鎮區（英語：Richman Township）是位於美國愛荷華州韋恩縣的一個行政鎮區。

## 地方資料
根據2010年美國人口普查的數據，里奇曼鎮區的面積為92.20平方千米，當中陸地面積為91.94平方千米，而水域面積為0.26平方千米。當地共有人口619人，而人口密度為每平方千米6.71人。